# الصلحيت (السياني)

تعديل مصدري - تعديل

الصلحيت محلة تابعة لقرية ضراس السفلى، التابعة لعزلة نخلان بمديرية السياني إحدى مديريات محافظة إب في الجمهورية اليمنية.، بلغ تعداد سكانها 95 حسب تعداد اليمن لعام 2004.